# Una vampata di vergogna
Una vampata di vergogna (Happy Birthday, Wanda June) è un film del 1971 diretto da Mark Robson tratto dal dramma Buon compleanno Wanda June di Kurt Vonnegut.